# Кивиат, Абель
Абель Кивиат — американский легкоатлет, который на олимпийских играх 1912 года выиграл золотую медаль в командном первенстве по кроссу на дистанции 3000 метров и серебряную медаль на дистанции 1500 метров. На Олимпиаде 1912 года также выступил в составе сборной США на показательных соревнованиях по бейсболу. В 1984 году был включён в еврейский спортивный зал славы.
За спортивную карьеру три раза устанавливал мировой рекорд в беге на 1500 метров. 8 июня 1912 года установил первый официальный мировой рекорд на дистанции 1500 метров — 3.55,8.
Завершил спортивную карьеру в 1925 году.